# Матабелеленд
Матабелеленд — регион, расположенный на юго-западе Зимбабве, разделенный на три провинции: Северный Матабелеленд, Булавайо и Южный Матабелеленд. Эти провинции находятся между реками Лимпопо и Замбези, и далее отделены от Мидлендса рекой Шангани в центральной части Зимбабве. Регион назван в честь его жителей, народа ндебеле, которого называли «аматабеле» (люди с длинными копьями — группа народа Мзиликази, спасавшихся от войн Мфекане). Другие этнические группы, населяющие части Матабелеленда, включают такие народы, как: тонга, бакаланга, венда, Намбья, койсаны, коса, сото, тсвана и тсонга. Население Матабелеленда составляет чуть более 20 % от общей численности населения Зимбабве.
Столица и крупнейший город — Булавайо. Земля плодородная, но полузасушливая. В этом регионе есть месторождения угля и золота. Промышленность включает золотодобычу и другие полезные ископаемые, а также машиностроение. В промышленности этого региона наблюдается спад из-за нехватки воды из-за скудных осадков. Обещания правительства по забору воды для региона в рамках  водного проекта Матабелеленд-Замбези не были выполнены, из-за продолжающейся нехватки воды.

## История

### Империя Розви
Примерно в 10-м и 11-м веках бантуязычные бакаланга прибыли с юга и поселились в Мапунгубве в долинах рек Лимпопо и Шаше. Позже они двинулись на север, в Большой Зимбабве. К 15 веку бакаланга основали сильную империю в Кхами под властью могущественного правителя по имени Длембеу. Эта империя была разделена к концу 15 века и позже была завоевана народом нгуни.

### Мтвакази
В конце 1830-х годов Мзиликази Хумало привел группу нгуни и других племен в империю Розви. Многие из народа бакаланга были объединены для создания большого государства под названием Королевство Ндебеле. Мзиликази организовал эту этнически разнообразную нацию в милитаристскую систему полковых городов и основал свою столицу в Булавайо («место убийства»). Мзиликази был значительным государственным деятелем, способным объединить множество покоренных племен в сильное централизованное королевство.
В 1840 году был основан Матабелеленд.
В 1852 году бурское правительство в Трансваале заключило договор с Мзиликази. Золото было обнаружено в северной части Ндебеле в 1867 году. Район, заселенный народом зезуру, был остатками королевства Мвенемутапа, в то время как европейские державы проявляли все больший интерес к этому региону. Мзиликази умер 9 сентября 1868 года недалеко от Булавайо. Его сын Лобенгула сменил его на посту короля. В обмен на богатство и оружие Лобенгула предоставил британцам несколько уступок, но только двадцать лет спустя самая известная из них, Концессия Радда 1888 года, дала Сесилу Родсу исключительные права на добычу полезных ископаемых на большей части земель к востоку от основной территории Лобенгулы. Уже было известно, что золото существует, но с концессией Радда, Родс смог в 1889 году получить Королевскую хартию для создания Британской Южно-Африканской Компании.

### Британская Южно-Африканская Компания
В 1890 году Родс отправил группу поселенцев, известную как Колонна пионеров, в Машоналенд, где они основали Форт Солсбери. В 1891 году постановление Совета объявило Матабелеленд и Машоналенд британскими протекторатами. Родс был заинтересован в продолжении расширения белых поселений в регионе, поэтому теперь, прикрываясь юридическим мандатом, он использовал жестокое нападение ндебеле на шона возле Форта Виктория в 1893 году, как предлог для нападения на королевство Лобенгулы. Также в 1893 году концессия, предоставленная сэру Джону Суинберну, была отделена от Матабелеленда и передана в управление британскому постоянному комиссару протектората Бечуаналенд, к которому территория была официально присоединена в 1911 году и остается частью современной Ботсваны, известной как Территория концессии Тати.